# Lanterswil
Lanterswil ist eine ehemalige Ortsgemeinde und eine Ortschaft der Gemeinde Bussnang im Bezirk Weinfelden des Kantons Thurgau in der Schweiz.
Die Ortsgemeinde Lanterswil gehörte zur Munizipalgemeinde Bussnang. Sie
fusionierte am 1. Januar 1996 zusammen mit sieben weiteren Ortsgemeinden zur politischen Gemeinde Bussnang.

## Geographie
Die Ortsgemeinde Lanterswil bestand aus den drei am sanften Nordabhang des Bruunauer Bärgs nahe beisammen gelegenen Siedlungen Lanterswil samt Neuhof und Kirchbühl sowie Niederhof und Stehrenberg.

## Geschichte
Lanterswil wurde 1272 als Landretiswiller erstmals urkundlich erwähnt. Das ganze Gebiet gehörte bis 1798 zu den sogenannten Hohen Gerichten und unterstand somit für die hohe und niedere Gerichtsbarkeit dem eidgenössischen Landvogt im Thurgau.
Lehensherren von Lanterswil waren die Herren von Bussnang.
Kirchlich teilte Lanterswil stets das Schicksal Bussnangs.
In Lanterswil wurde Kornbau in drei Zelgen und Weinbau betrieben. Im 19. Jahrhundert erfolgte der Übergang zu Vieh- und Milchwirtschaft, 1879 entstand die Käserei Lanterswil-Toos. Der bäuerliche Charakter der Ortschaft ist bis heute erhalten geblieben.

## Wappen

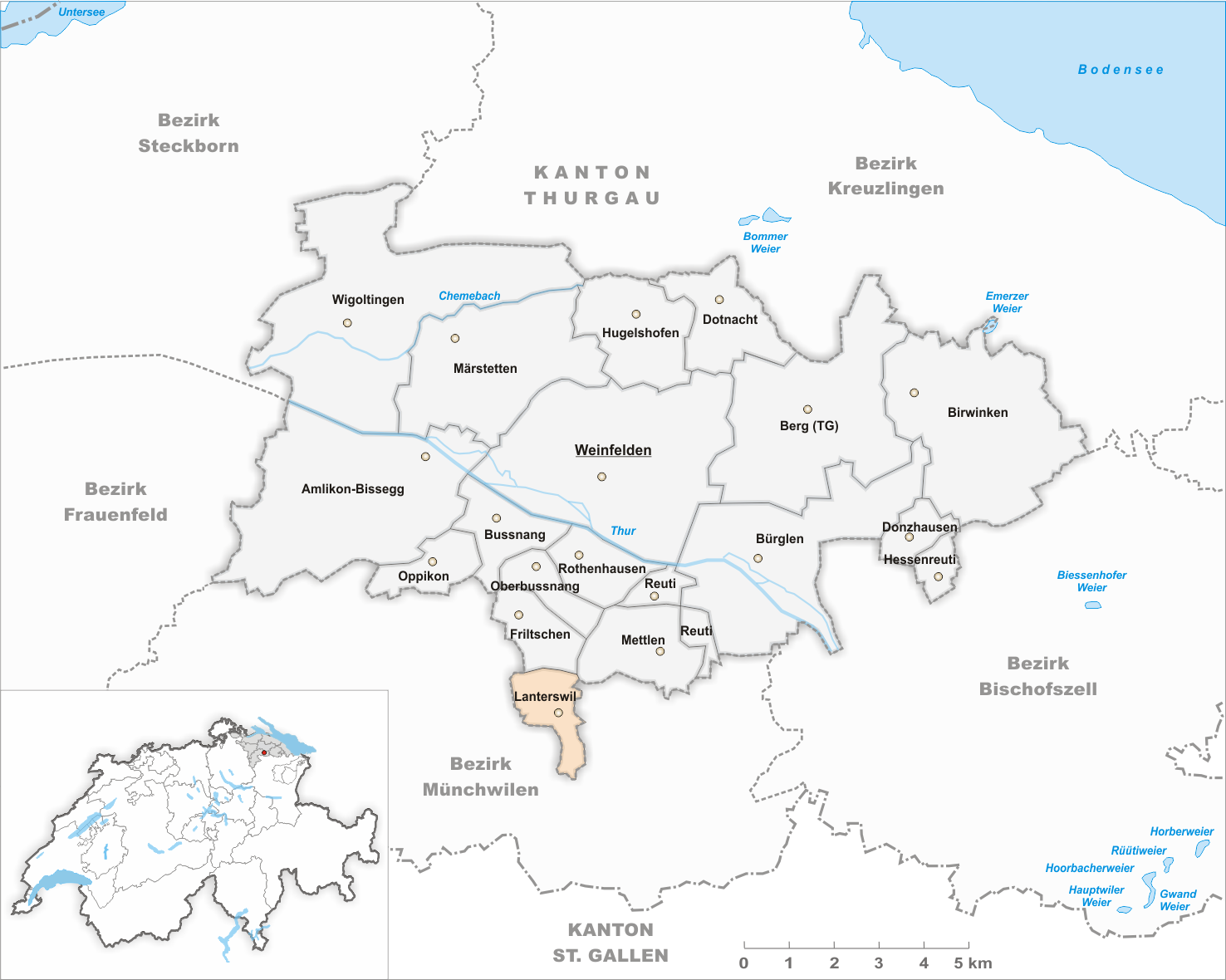
Gemeindestand vor der Fusion im Jahr 1996

Blasonierung: Dreimal gesparrt von Rot und Gelb.
Das Wappen ist eine neuere Schöpfung mit dem Sparrenschild der Herren von Bussnang in den Farben der Landvogtei Thurgau.

## Bevölkerung
| Jahr                 | 1850  | 1900  | 1950  | 1990  | 2000  | 2010  | 2018  | 2023  |
| Ortsgemeinde         | 251   | 199   | 166   | 146   |       |       |       |       |
| Ortschaft Lanterswil |       |       |       |       | 105   | 89    | 99    | 103   |
| Stehrenberg          |       |       |       |       | 71    | 56    | 97    | 104   |
| Quelle               | [ 2 ] | [ 2 ] | [ 2 ] | [ 2 ] | [ 5 ] | [ 6 ] | [ 3 ] | [ 7 ] |

Von den insgesamt 99 Einwohnern der Ortschaft Lanterswil im Jahr 2018 waren 7 bzw. 7,1 % ausländische Staatsbürger. 34 (34,3 %) waren evangelisch-reformiert und 23 (23,2 %) römisch-katholisch. Von den 97 Bewohnern Stehrenbergs waren im gleichen Jahr 50 (51,5 %) reformiert und 41 (42,3 %) katholisch.
Am 31. Dezember 2023 waren von den 103 Einwohnern der Ortschaft Lanterswil 30 (29,1 %) evangelisch-reformiert und 24 (23,3 %) römisch-katholisch. Von den 104 Bewohnern von Stehrenberg waren 41 (39,4 %) reformiert und 48 (46,2 %) katholisch.

## Wirtschaft

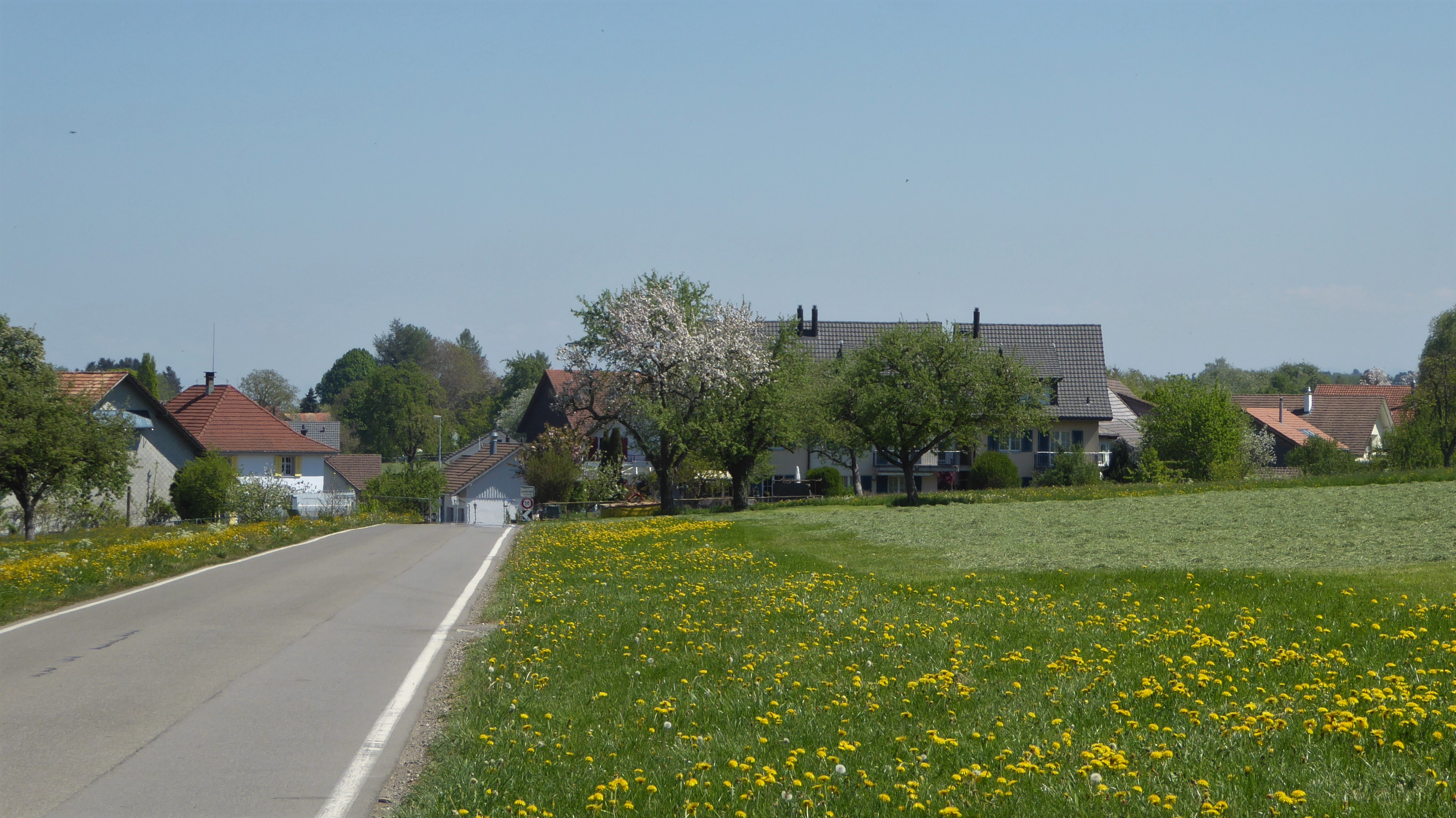
Blick im Frühling von Westen auf Lanterswil

Neben acht verbliebenen Bauernhöfen (v. a. Milchwirtschaft und Ackerbau) gibt es hier eine Käserei, eine regional bekannte Bio-Bäckerei mit einem kleinen Laden sowie verschiedene kleinere Gewerbebetriebe wie einen Maler, einen Sanitär- und Heizungsinstallateur oder eine mechanische Werkstätte.

## Vereine

### Einachser-Club Lanterswil
Im Januar 2007 wurde der Einachser-Club Lanterswil (ECL) aus der Taufe gehoben. Der Verein zählt über 80 Mitglieder aus Lanterswil und der näheren und weiteren Umgebung. Ein grosser Teil der Mitglieder besitzt selbst einen oder mehrere Einachser und nimmt regelmässig an Einachser-Rennen teil, welche in der ganzen Schweiz stattfinden.

### Schützen Lanterswil-Friltschen
Der Schützenverein Lanterswil-Friltschen wurde 2009 gegründet.